# الجرادية
الجرادية قرية سعودية وهي إحدى قرى منطقة جازان جنوب غرب المملكة العربية السعودية. وتعتبرالآن جزء أو حي من مدينة صامطة لقربها الشديد منها.

## أعلام
- أحمد عبده جابر المدخلي شيخ قبيلة المداخله
- خالد مدخلي
- أحمد علي الجبيلي العريشي شيخ قبيلة العراشية
- ربيع المدخلي
- الشيخ يحي بن علي بن أحمد بن محسن مشبع مدخلي .رحمه الله